# Julius Heinrich Franz
Julius Heinrich Franz (1847-1913) est un astronome allemand.

## Biographie
Julius Heinrich Franz étudie à l'université Humboldt de Berlin, après quoi il est nommé astronome principal de l'observatoire royal à Königsberg. En 1882, il fait partie d'une équipe envoyée vers la ville de Aiken (Caroline du Sud) pour observer le transit de Vénus. Vers la fin du siècle, il remplace Johann Galle comme directeur de l'observatoire de l'université de Breslau. 
Il est principalement connu pour ses mesures de structures proches des limbes lunaires. Il publie un livre célèbre sur la Lune en 1906 appelé Der Mond. Dans cet ouvrage, Julius nomma quelques maria lunaires le long du limbe : Mare Orientale, Mare Autumni et Mare Veris. Ces deux dernières sont renommées Lacus Autumni et Lacus Veris.

## Œuvres
- Die Figur des Mondes, 1899, Königsberg.
- Der Mond, 1906, Leipzig.
- Die Randlandschaften des Mondes, 1913, Halle.

## Distinctions honorifiques
- Le cratère Franz (en) sur la Lune porte son nom.